# Mario Pompei
Mario Pompei (Terni, 1903 – Roma, 1958) è stato uno scenografo, illustratore e scrittore italiano.
Fu uno dei più raffinati interpreti del Decò e del Novecento italiano. Nel 1933 sposò Lucetta Chierchia dalla quale ebbe un figlio Stefano Pompei, architetto e urbanista.

## Biografia
Visse sempre a Roma, rivelando una precoce vocazione per le arti figurative, alla quale non sarà estranea l'attitudine che il padre Carlo, giornalista a «La Tribuna», aveva per il disegno.
Autodidatta, esordì con Vittorio Podrecca che dal 1919 lo volle come scenografo al suo Teatro dei Piccoli e illustratore del suo libro Fratello. Accanto ai "maestri" Angoletta e Caramba, Pompei realizza 10 allestimenti per le più famose marionette del mondo.
Dal 1924 è scenografo con la Pavlova, nel 1925 con la compagnia d'arte di Luigi Pirandello, nel 1926 all'Odescalchi con la Nuova Stabile romana di Prandi per la quale realizza 34 messinscena. Intense anche le sue stilizzate, elegantissime collaborazioni ai periodici. Si vedano le testatine per «Play» e «Le Scimmie e lo specchio», le illustrazioni per Cuor d'oro, Ragazzi d'Italia, Novella, Comoedia, Noi e il Mondo, Il Dramma, Le Grandi firme, La Donna, Vita Femminile e le copertine per Cordelia, Il Fanciullo e Il giornalino della Domenica.
Dal 1927 è scenografo al Teatro delle Fiabe, dove allestisce il suo Le tre figliole di Pinco Pallino su musiche di Mario Labroca. Nel 1928 partecipa con un 'teatrino' alla mostra di Scenografia alla XVI Biennale e nel 1929 cura l'allestimento teatrale di Ottobrata e Nerone (poi filmato da Alessandro Blasetti) per Ettore Petrolini.
Negli anni trenta, con il Carro di Tespi lirico (Boccaccio di Franz von Suppé e Gioconda di Amilcare Ponchielli), intensifica la collaborazione al Teatro dell'Opera di Roma e al Teatro alla Scala di Milano con scene e costumi per lirica e balletto. Attivo per le compagnie De Filippo, Tofano, Almirante, nel 1939 la fondamentale esperienza con Anton Giulio Bragaglia, per un totale di circa 200 allestimenti realizzati in quarant'anni di lavoro.
Creatore di modelli per la Lenci, ha disegnato giocattoli per l'artista sardo Eugenio Tavolara. Illustratore di una quarantina di libri, soprattutto per l'infanzia (tra i quali i suoi Vento spavento, La piroga di Kivo, Un aquilone sui tetti), ha realizzato copertine e collaborato ai periodici per l'infanzia con personaggi famosi: da Pierino a Il Prode Anselmo, da Isolina Marzabotto a Saputino, con un tondeggiante segno Novecento e uno strepitoso senso del colore.
Drammaturgo, nel 1931 raccolse in volume, le sue commedie: La sentinella del Re, Il caffè dell'avvenire e Se vincessi... Negli anni cinquanta, fu titolare della rubrica televisiva per l'infanzia La scatola magica e autore di radiofiabe frequentemente replicate, come la famosa Margheritina dolcezza dei mari, sopra una nave, con cinque corsari, edita nel 1954 con le sue illustrazioni.
Oltre alla Maschera d'Argento 1954 per l'allestimento della rivista Made in Italy, vinse il premio dell'Istituto del Dramma Italiano nel 1956 e il premio Gastaldi per La spada di legno nel 1957.
Dopo la scomparsa avvenuta a Roma, nel 1958, la sua opera, apparsa in diverse retrospettive, è stata esposta nella grande antologica inaugurale del MIL (Museo dell'Illustrazione) di Ferrara nel 1993.
Come illustratore aveva esordito nel 1919 con eleganti vignette sui principali periodici illustrati: Il Balilla, Il Giornalino della Domenica, Novella, La Donna, Vita Femminile, Corriere dei Piccoli, Il Travaso e sulle riviste teatrali Le scimmie e lo specchio, Comoedia, Il Dramma, Scenario e Ridotto. Realizzò un centinaio di copertine e illustrò una quarantina di albi e libri per l'infanzia, una dozzina dei quali: Vento spavento e altre commedie, La piroga di Ki-vo, Un aquilone sui tetti, anche in veste di autore, che gli valsero numerosi riconoscimenti.
Ha pubblicato nel 1946/1947 racconti sulla rivista Il Moschettiere dal titolo: Buffalo Bill nº 3 1946, Salvator Rosa e i briganti nº 6 1946. Nascita e vita di un circo nº 7 1946, Storia vecchissima dell'Arca nº 13 1946 e I burattini nº 3 1947
Ha pubblicato nel 1948/1949 racconti sulla rivista Noi Ragazzi dal titolo: Buffalo Bill nº 22 1948 e Le margheritine (Minimali) nº 12 1949
Nella galleria dei personaggi pubblicati sui principali periodici dell'epoca ricordiamo Margheritina, Saputino (Il Balilla), Pierino, le gemelline Bice e Bauci e il Prode Anselmo (Corriere dei Piccoli). Per la Gazzetta del Popolo – sezione dei piccoli Mario Pompei creò Armando il pittore, la servetta Isolina Marzabotto e il teatrino di Pulcinella, mentre sulle pagine di Mondo Bambino fece nascere Pinco Pallino, personaggio utilizzato per la creazione di radiofiabe, modelli per la ditta Lenci e giocattoli disegnati da Tavolara.
Tra questi ricordiamo anche i protagonisti delle avventure di Nino e Rita (trasposizione della fiaba di Hänsel e Gretel) nati graficamente nel 1942 come omaggio paterno ai figli Stefano e Rita che all'epoca, avevano rispettivamente otto e quattro anni.

## Programmi radiofonici Eiar
- La sentinella de Re, radiocommedia di Mario Pompei, trasmessa il 3 gennaio 1936

## Programmi radiofonici Rai
- Lisetta che canta e rassetta, programma per i ragazzi, scritto da M. Pompei, regia di Umberto Benedetto, trasmesso il 21 agosto 1956

## Illustrazioni
- Luigi Barzini, Le avventure di Fiammiferino, Bemporad, 1933, 70 pagg.
- Panni d'oro e fiordalisi estensi: bozzetti e figurini per Parisina di Gabriele D'Annunzio, Liberty House, 1990, 89 pagg.
- Letture classe IIa, Libreria dello Stato, 1935, 235 pagg.
- Il libro della II classe, Libreria dello Stato, 1931, 212 pagg.
- Mario Pompei, L'altra faccia del pupazzetto, Cappelli, 1978, 94 pagg.
- Mario Pompei, Giovannino Ciabattino: fiaba in un atto, La Nuova Italia, 1931, 32 pagg.
- Mario Pompei, Un aquilone sui tetti: racconto per ragazzi, Sales, 1957, 154 pagg.